# Rob Brown (actor)
Rob Brown (Harlem, Nueva York, 11 de marzo de 1984) es un actor estadounidense. Entre sus películas más destacadas se encuentran Descubriendo a Forrester (2000), Coach Carter (2005), Déjate llevar (2006), y The Express (2008), y también destaca su interpretación en la serie de la cadena HBO, Treme (2010-13).

## Vida personal
Brown nació en Harlem y se crio en Brooklyn, Nueva York, donde se graduó  en la Poly Prep Country Day School, en 2002. Fue también miembro del programa académico Prep for Prep, que ofrece oportunidades para estudiantes pertenecientes a minorías de la ciudad de Nueva York y sus alrededores para asistir a escuelas privadas de élite. 
Brown saltó a la fama en 2000, cuando protagonizó junto a Sean Connery la película Descubriendo a Forrester. Brown carecía de experiencia previa como actor y probó como extra después de encontrar un hoja de propaganda en un tablón de anuncios de su escuela. A pesar de su falta de experiencia, le concedieron el papel protagonista de Jamal Wallace.
En 2005, interpretó el papel de Kenyon Stone, un jugador de baloncesto del instituto de secundaria Richmond Oilers en Entrenador Carter, protagonizada por Samuel L. Jackson. Fue uno de los papeles principales junto a Ashanti.
Brown interpretó a Ernie Davis en la película The Express, basada en la vida del primer jugador afroamericano ganador del trofeo Heisman y alumno de la Universidad de Syracuse. La producción comenzó en marzo de 2007, y se estrenó en octubre de 2008.
En 2008, Brown también fue nombrado portavoz oficial de la Leukemia & Lymphoma Society  Light the Night Walk. Como portavoz, Brown ha aparecido en sus anuncios publicitarios para ayudar a difundir el programa de ayuda.

## Filmografía
- Descubriendo a Forrester (2000), Jamal Wallace
- The Orphan Rey (2005), Tye
- Coach Carter (2005), Kenyon Piedra
- Déjate llevar (2006), Roca
- Stop-Loss (2008), Isaac "Eyeball" Mayordomo
- The Express (2008), Ernie Davis
- Treme (2010-13), Delmond Lambreaux
- The Dark Knight Rises (2012), Crispo Allen
- Don Jon (2013), Bobby
- Blindspot (2015-2020) Edgar Reade.